# Oakbrook Terrace
Oakbrook Terrace ist eine Stadt (City) im DuPage County des US-Bundesstaates Illinois mit gut 2000 Einwohnern. 
Mit dem Oakbrook Terrace Tower liegt das höchste Hochhaus in Illinois außerhalb von Chicago auf dem Stadtgebiet.